# Cross Days
『Cross Days』（クロスデイズ）は、2010年3月19日にオーバーフローより発売されたアダルトゲーム。略称は『クロイズ』。
デイズシリーズの第3作である。

## 作品概要
同じくオーバーフローより発売された『School Days』の外伝作品であり、ファンディスクという扱いではない。内容は、主人公の足利勇気とヒロインの喜連川路夏が『School Days』の物語へ介入する形となっており、主な舞台も同じである。それゆえ、伊藤誠をはじめとする『School Days』の登場人物が多数登場する他、『Summer Days』などの他作品からも数人が登場する。ただし、アニメーターのごとうじゅんじによるキャラクターデザイン設定画はそれらからの流用ではなく、全てがTVアニメ版『School Days』に近い肉感的な絵柄へ一新された。また、イベントにはTVアニメ版『School Days』から反映したものも盛り込まれている。
セックスシーンについては、総括企画・プロデュース・脚本を担当したオーバーフロー代表取締役のメイザーズぬまきち曰く「黙ってても女の子が寄ってくるという補正がかかっています」誠の方が勇気より圧倒的に多く、『School Days』ではサブキャラクターに過ぎず描かれなかった甘露寺七海とのセックスも、本作では黒田光や路夏を交える形ではあるものの、初めて描かれている。前述の絵柄への統一と相俟って、誠に松葉崩しで抱かれている七海の姿は、発表当時のインターネット上で話題となった（詳細は七海の項目を参照）。その一方、加藤乙女や足利知恵はセックスシーンが誌面などで発表されたが、製品版では削除されている。
基本的なゲームシステムは、『School Days』や『Summer Days』へ搭載されていたものの改良版であり、800×600及びそれ以上の画面解像度に対応した画面サイズと、背景描画や一部の人物描画に3DCGが導入されている。推奨スペックは前述の2作品より跳ね上がっている上、PC版には不正利用対策として専用のアクティベーション機能が搭載されている。また、PC版には電動性具との連動プログラムも搭載されている。
作中の時系列は前述の要素から『School Days』と同時期である他、第1話の勇気と光の会話から『MISS EACH OTHER』の半年後、遠野美沙子が遠野姓を名乗っていることから『LOST M』より後である模様。

## 沿革
2008年に、オーバーフローのエイプリルフール企画『Sekai Days』と共に本作のタイトルロゴが専用の公式サイトで公開された。公式サイトはエイプリルフール終了と共に一旦閉鎖された後、同年10月21日にオーバーフロー公式サイトのリニューアルと共に正式公開された。また、同年11月1日には動作検証ツール『Cross Days 動作チェッカー』が公開されている。
当初は2009年2月27日が発売予定日だったが、同年4月24日、同年6月下旬、同年夏発売予定、同年11月20日、同年12月18日、2010年1月29日と幾度も変更され、体験版の発表なども経て当初から1年後となる同年3月19日に発売となった。PC初回限定版には、特典として「コトノハサマ」フィギュアが同梱されている。

## あらすじ
榊野学園が2学期に差し掛かった頃、図書委員の足利勇気は、自分より背が小さくちょっと気になる喜連川路夏と、図書室をよく利用している桂言葉の存在に気付く。更にその日の帰り道、勇気は姉の知恵を通じて路夏と再び出会った。勇気と路夏は会話を交わす度に、惹かれ合っていく。
この後、無関係なはずの伊藤誠を巡り、勇気と路夏の間に生じる誤解と嫉妬が以降の日々を大きく変えていく。

## 登場人物
本作を初出とするキャラクターの大半の姓は室町時代における足利家およびその関連の家系から用いられている。

### 主要人物
足利 勇気（あしかが ゆうき）/ ゆう
声 - 仲野まひる
誕生日 - 12月15日、姓の由来 - 足利氏。
主人公。榊野学園1年1組であり、図書委員。小柄で眼鏡を掛けた童顔をしており、（周囲いわく、普通の女の子より可愛い容姿）なのがコンプレックスとなっており、親しい者以外に触れられることを嫌う。葵学園の卒業生であり、『MISS EACH OTHER』の主人公・柴 瑤二（しば ようじ）やヒロイン・森 みさおとは、同学年の知人である。
本とMMORPGが好きであり、先輩の恭一とは仲が良い。滅多に来ない他の図書委員や司書に代わり、図書室の業務をほぼ1人で行っている。モバイルサイトの作成やSNSスクリプトの設置も行えるほど、パソコンには詳しい。留守がちな両親とマンションで暮らしており、自宅では1人でゲームをしたり姉の知恵と過ごしていることが多い。インドア派。中学時代まで武術を習っていたために喧嘩は強いが、背丈でも腕力でも姉には敵わず、反抗しても殴られれば従わざるを得ない。しかし、一緒に登校するなど姉弟仲は悪くなく、姉想いな一面も持っている。
路夏とは互いに無自覚のまま両想いになるが、彼女が誤解から誠を好きな人の名に挙げたことを真に受け、勇気自身も光と交際中であると誤解されてしまう。ルートによっては、恭一の紹介で心と交際することになる。また、女装後にゆうと名乗って誠を翻弄するルートも存在するが、その際には泰介をも虜にする美貌と性技を披露する上、誠の熱愛に負けて勇気自身も彼との同性愛に目覚めたり、それを知った言葉に殺害されることもある他、誠と肉体関係を結ぶ前には正体を知った泰介に脅迫され、凌辱されるルートすら存在する。また、別のルートでは愛との間に子をもうける。
設定に際しては、誠とは違う主人公であることが重点に置かれた上、「ロングショットの際にモーションキャプチャを入れたい」という要望に応えたものとなっている。また、企画当初は主人公にならない可能性も存在していた。詳細は、#花山院恭美を参照。
BugBug2009年5月号に掲載された小説版では、路夏と親密になれない自分のことを棚に上げて誠と親密になれない言葉を責めたり、誠を引き寄せるという口実から彼の目の前で言葉に痴漢行為を働く上、誤解から自分を責めた路夏に逆上して彼女を強姦する。
喜連川 路夏(きつれがわ ろか）
声 - みなづき蓮
誕生日 - 10月24日、姓の由来 - 喜連川氏。
メインヒロイン。榊野学園1年2組であり、女子バスケ部員。誠・愛・乙女とは同じ中学出身であるが、誠との交流はほとんど無かった。知恵のバスケの腕に憧れて彼女を慕っているものの、自身の腕はあまり上手くない。
自宅は湾岸線・原巳浜駅付近。中学時代に、水商売で働く母のことを乙女に暴露されて周囲からいじめられたため、強い警戒心を持つようになった。現在では一度喧嘩するとすぐには許さない性格となっており、特に乙女とは非常に険悪な間柄。
知恵に気に入られて足利家へ招かれ、勇気と知り合う。ルートによっては意地っ張りな面が高じ、勇気に幻滅して（あるいは勇気の気を惹こうとした結果）誠と結ばれることがある他、誠との肉体関係を経て彼に性技を仕込まれたり、誠に抱かれる直前の七海を昂奮させていくなど、性的に豹変することがある。
『School Days』のPC版第5話「ビデオテープ」に登場した部員Bが路夏に相当する（ただし、容姿は本作とは異なる）が、その際には誠と言葉のセックス中の映像を見てショックを受ける姿が描かれている。
『Summer Days』では名前だけが登場しており、電話中の光の台詞で誠とのセックスを気に入ったことが述べられている。
瞬の娘であることは劇中で直接明かされず、本人も知らないが、誠とは叔父と姪の関係にあたる。瞬の娘達の中では一番誕生日早く、世界、刹那、二条姉妹、いのりの異母姉でもある。
足利 知恵（あしかが ちえ）
声 - 本山美奈 / 田中由香（テレビアニメ版）、黒河奈美（PS2版）
誕生日 - 7月27日、姓の由来 - 足利氏。
勇気の姉。榊野学園2年1組であり、女子バスケ部員。路夏の憧れの的。寝起きが悪く、勇気に毎朝起こされている。弟と同様に武術を習っていたことがあり、勇気より腕っ節が強く、勇気をパシリ同然に扱ったり、彼の部屋で喫煙するなどの傍若無人な仕打ちを行うが、それは姉としての愛情の裏返しであり、本来はとても弟思い。
バスケの腕は悪くないが、技量で上回る七海の入部によってレギュラーから外されたために彼女を一方的に嫌っており、辛く当たる。しかし、七海の彼氏である恭一の浮気を知った時には、彼女のことを本気で哀れむといった一面も持つ。また、落ちこぼれにもフォローを行う影の支配者として、数人の取り巻きを従えている。
武術を習っていた頃に道場で知り合った言葉の父に思いを寄せており、榊野学園の文化祭に来ていると聞くと再会すべく学園内にいる言葉の父を懸命に探す。
勇気の恋を後押しする行動もさり気なく取ったりするが、ルートによっては勘違いからの暴挙に走ることもある。また、別のルートではゆうが勇気の女装であることに気づき、言葉に狙われている勇気を守ろうとして彼女に殺害される。
乙女と同じく、PC版発売前にはBugBugをはじめ各アダルトゲーム専門誌でセックスシーンが公開されていたが、製品版では没となっている。
『School Days』のPC版第5話「ビデオテープ」で、休憩室盗撮の張本人として声だけが登場した。テレビアニメ版で短髪の容姿で登場した。

### 榊野学園の生徒
伊藤 誠（いとう まこと）
声 - 平井達矢
『School Days』『Summer Days』の主人公。
本作では主人公ではないが、中心人物の1人。本作では、彼氏持ちである甘露寺七海やメインヒロインである喜連川路夏とも肉体関係になるルートが存在するため、BugBugをはじめ各アダルトゲーム専門誌には「他人の女にまで手を出した」寝取り役とも見なされている。また、主人公である足利勇気の女装姿に夢中となり、同性愛へ至るルートも存在する。
PC版発売前には企画者のメイザーズぬまきちに「マメなのは料理とベッドの中だけですから（笑）」「性豪ぶりが何処まで広がっていくか」と述べられる。
小説版では、勇気に後押しされた言葉とよりを戻し、立役者の勇気の恋路を陰ながら応援する。
漫画版では、勇気と対峙した際に世界や言葉との乱れた交際ぶりや彼女達を軽い存在と見なしている旨を得意げに語ってみせるなど、ゲーム版以上に負の面が強い悪役として描かれている。これらの描写について、作者の酒月ほまれはオーバーフローから注意された旨を、単行本第2巻カバー裏のあとがき漫画で明かしている。
西園寺 世界（さいおんじ せかい）
声 - 柚木かなめ
『School Days』のメインヒロイン。
『Summer Days』に続き、サブキャラクター。本作でもパッケージに登場しない上、オープニングアニメーションではその他大勢の役回り、本編では路夏の恋路を結果的に邪魔する役回りとなっている。
本作ではバストアップ姿に肩幅を広くするなどの変更が加えられ、『School Days』や『Summer Days』よりやや太めな体形へ再設定された。しかし、この変更は世界のファンに受け容れられず、不評を買った。
漫画版では、『School Days』や『Summer Days』における各媒体と違って言葉と全く対立しないまま、2人で仲良く誠の恋人となる。
桂 言葉（かつら ことのは）
声 - 遠野そよぎ
『School Days』のメインヒロイン。
本作ではヒロインではないが、中心人物の1人。読書時のみ眼鏡を掛けるという設定が追加された。主人公である勇気とは図書館で知り合い、相談を持ちかけられた後、彼の支援を受けながら誠との交際を続けるべく奮闘することとなる。
『School Days』と同様にルートによっては悲惨な目に遭うが、泰介に強姦される直前で勇気に救助されることもある。世界を殺害するルートは存在しないが、知恵や愛を、更には誠の心を奪ったゆう（勇気）をも殺害することがある。本作での得物はバールのようなものと、日本刀の一種である古青江。
ルートによっては光の実家「スイーツおおはら」に勇気と一緒にアルバイトの助っ人に入り、レジが壊れた際、昔算盤を習っていた際に身に着けた暗算で会計で活躍し、勇気だけでなく光とも親睦を深める。
小説版では、誠が浮気していた事実を勇気に突き付けられながらも誠を想い続け、ゆう（勇気）の支えもあって最終的に誠が言葉を選んで結ばれる。
漫画版では、『School Days』や『Summer Days』における各媒体と違って世界と全く対立しないまま、2人で仲良く誠の恋人となる。
清浦 刹那（きようら せつな）
声 - 山本華
『School Days』のサブヒロイン。『Summer Days』のメインヒロイン。
本作ではサブキャラクター。クラス委員としては非常にしっかり者であり、田中を上手く使いながら必要な手続きを手際良く進める。世界に対しては保護者のような振る舞いも見せており、素行にかなり問題のある二喜を彼女に近付けまいとしている。
本作では誠へ想いを寄せるようになったきっかけが明かされる他、ルートによっては勇気による世界の殺害を阻止する上、それを黙っている条件に学園祭で勇気をゆうへ変装させる。
加藤 乙女（かとう おとめ）
声 - 松永雪希
『School Days』『Summer Days』のサブヒロイン。
本作でもサブキャラクターであるが、通常版パッケージに登場。本作では、言葉だけでなく路夏や知恵のことも嫌っており、路夏については中学時代に「生意気」と見なして彼女の家庭事情を周囲へ暴露した上、知恵については先輩であるにもかかわらず影で「足利」と姓を呼び捨てにするほど。また、父が路夏の母と不倫関係になっていることが明かされた。ルートによっては誠と言葉の間柄を疑って嫉妬した末、泰介に彼女を強姦させようと目論むこともある。
PC版発売前には、BugBugをはじめ各アダルトゲーム専門誌やGetchu.comなどで誠や泰介とのセックスシーンが数点公開されていたが、製品版ではそれらは全て没となっている。
黒田 光（くろだ ひかり）
声 - 一色ヒカル
『School Days』のサブヒロイン。『Summer Days』のサブキャラクター。
本作でもサブキャラクター。実家でのアルバイト中に勇気から路夏との恋愛相談役を請け負うが、傍からは友人以上の関係に見えているため、それが元で勘違いした愛によって彼と交際中という誤解が広まってしまい、とばっちりを受ける羽目になる。
ルートによっては勇気と言葉に実家のアルバイトの助っ人に入ってもらったのを機に言葉と懇意になるが、言葉を嫌っている七海からは「世界を裏切って言葉の味方になった」と誤解され、七海達との友人関係に亀裂が入る。また、ルートによっては伊藤家で七海や路夏と共に誠とのセックスシーンが描かれるが、伊藤家へはその当日以前から同棲同然に入り浸っていたために萌子と面識を持つに至ったことが、事後に路夏との会話で明かされる。
甘露寺 七海（かんろじ ななみ）
『School Days』に登場。
本作では先輩の恭一に告白し、交際している。知恵とは、普通に先輩と後輩の上下関係でいたいと思っている。路夏と乙女に対してはそれぞれの相手である勇気や誠との仲を取り持とうとする一面も覗かせるが、言葉に対しては言い分を聞こうともしない頑固さを貫く。妹の八江と恭一の関係を知っており、八江が恭一に会いに学園祭に来たのを知ると現場に出向いて修羅場になる。
ルートによっては恭一の浮気を知って傷心した後に光から誠を紹介される上、訪れた伊藤家では彼と爛れた肉体関係にある光や路夏に流されるまま、彼女達の目の前で自らも誠と肉体関係を結ぶこととなる。なお、その際における誠とのセックスシーンについては他人のそれより早くBugBug2009年2月号を皮切りに公表されたため、インターネット上で話題となった。
乙女の取り巻き達
小渕 みなみ（おぶち みなみ）
声 - 栗林みな実
『School Days』に登場。
本作では百合物が好きという設定が追加されており、その系統の本も大量に持っているが、男性への興味については不明。ルートによっては、乙女に命令されて呼びに行っただけの誠に校舎屋上へ連れて行かれ、そこで自身への告白と勘違いした彼に押し倒されてしまう。
小泉 夏美（こいずみ なつみ）
声 - 木野花さわ
『School Days』の時ほど出番に恵まれず、地味な存在となっている。処女を卒業する相手の候補として、先輩の石丸に着目している。
森 来実（もり くみ）
声 - 寧々
『School Days』に登場。
学園祭を彼氏と共に楽しむが、その際に彼が言葉を可愛いと評したことからヤキモチを焼く。

田中 密（たなか ひそか）
声 - 小池竹蔵
『School Days』『Summer Days』に登場した田中 一郎（たなか いちろう）。
本作の開発に際してメイザーズぬまきちが「密」と設定したため、『Cross Days』の時点では2つの名前を持つ唯一の人物となっている。
本作では刹那への想いから、勇気に彼女との進展を手伝ってもらおうと考えている。
花山院 恭一（かさんのいん きょういち）
声 - 小池竹蔵
『School Days』に登場。
本作では図書委員での勇気の先輩であり、MMORPG仲間でもある。二喜ともゲームを介して親しくなった。女子バスケ部内の対立に頭を痛めている。
妹への偏愛疑惑の隠れ蓑として七海と交際中であるが、卯月以外にも手を付けたり狙っている教え子が複数人存在する上、低年齢の女児に手を付けていることを平然と語るロリコンである。また、自らに近い世代の葉音とも肉体関係を持っているが、七海にまったく人情を見せないわけでもない。
本当は妹に近親愛的な恋愛感情を抱いているが、自分と妹は結ばれるべきではなく、他人の男性と将来結ばれるべきであることは理解しており、数多の女性達と関係を持つことで報われない思いを紛らわせている節がある。
石橋 伊穏（いしばし いおん）
声 - 戸沼ゆず
姓の由来 - 石橋氏。
知恵の取り巻きの1人。榊野学園2年生であり、女子バスケ部に所属している。色黒で細身の上、服の上からはわからないが、隆々とした筋肉質な体形。喫煙者。洋佳と共に足利家へ度々遊びに来ては、勇気をからかっている。
ルートによっては、洋佳と共に勇気を巻き込んで半ば強引に彼と肉体関係を持つ。
吉良 洋佳（きら ようか）
声 - 高倉美流
姓の由来 - 吉良氏。
知恵の取り巻きの1人で、同じ部活に所属している。伊隠とは正反対に、細目で太めな体形。喫煙者。
ルートによっては、伊隠と共に勇気を巻き込んで半ば強引に彼と肉体関係を持つ。
畠山 麦（はたけやま むぎ）
声 - 吉野いちか
姓の由来 - 畠山氏。
路夏の友人の1人。髪を二つのお下げにしている。榊野学園1年1組に在籍しており、女子バスケ部に所属している。腐女子であり、自分の趣味を他人に理解してもらえないことに少し不満を持っている。実は許婚が居る。
悪意の有無はともかく、結果的には周辺の人物同士の誤解に拍車を掛ける立場となる。
『School Days』では名前のみの登場。
今川 留夏（いまがわ るか）
声 - 緑
姓の由来 - 今川氏。
路夏の友人の1人で、クラスも部活動も同じである。
文化祭で石丸に告白し、休憩室で結ばれる。
路夏との名前の類似により、路夏に関する様々な情報の齟齬を招き、ルートによっては勇気と付き合っていると誤解されることがある。
『School Days』では名前のみの登場。
細川 那津希（ほそかわ なつき）
声 - 鏑木鈴
姓の由来 - 細川氏。
路夏の友人の1人で、クラスも部活動も同じである。主に麦へのツッコミを担当している。
織葉の妹だが、両親の離婚の際に母方へ引き取られたため、苗字が異なる。
渋川 津々美（しぶかわ つつみ）
声 - 水無月ふたご
姓の由来 - 渋川氏。
榊野学園の女子バスケ部部長。色黒肌で赤いヘアバンドで前髪を上げた非常にボリュームのある癖毛のショートヘアが特徴。休憩室の廃止を目指して1年生達を抱き込もうと画策するが、失敗に終わる。以前は知恵とも普通に仲が良かったが、最近は休憩室の件で関係がぎこちなくなっており、彼女との間に誤解が生じてしまうこともある。ルートによっては、勇気と肉体関係を持とうと目論む。
花山院 恭美（かさんのいん きょうみ）
声 - 上田朱音
姓の由来 - 花山院家。
恭一の妹で、兄のことを慕っている。刹那と同じくらい小柄であり、「です・ます」口調が特徴。茶髪のセミロングヘアをハーフアップにしている。
『School Days』では名前のみのだったが、花山院家を訪れた七海が「すごい美少女」と評し、恭一の彼女を名乗ると不機嫌になったと語っており、ブラコンさが描かれている。
兄の恭一を思う余り、恭一の彼女という甘露寺七海を見定めるために榊野学園の学祭を訪れようとし、恭一の嘘に騙され北海道まで学園を探しに行く。ルートによっては休憩室へそれとは知らずに恭一と入室し、彼に押し倒されて肉体関係を結んでしまう。
企画当初は、本作の物語を描くに際して主人公を勇気にするか恭美にするかで案が分かれていたが、恭美が誠と結ばれる比率の高さ・言葉の描き方・恭美の相手の扱いなどが懸念されてサブキャラクターへ降格させられた結果、勇気が主人公になったという経緯を持つ。
江川 夕帆（えがわ ゆうほ）
声 - 不明
姓の由来 - 江川家。
榊野学園1年2組で、路夏の級友。ヨット好きな父がおり、自身の名前もそれにちなんでつけられた。夕帆がゆう（勇気）の本名だと考えた誠に路夏を通じて呼び出されるが、ゆうとは似ても似つかない顔だったため、苛立っていた誠に素っ気無い態度を取られる。当然、何も事情を知らない夕帆は憤慨した。
石丸（いしまる）
声 - 西野真人
姓の由来 - 石丸氏。
恭一の友人。榊野学園2年生であり、男子バスケ部部員。美形ゆえに女子生徒達からの人気は高いが、そのことを自覚していない。
夏美に処女を卒業する相手の候補として着目されている。また、後者では恭一に紹介してもらった二喜と交際中である他、彼の図書委員の仕事も手伝っている。先述の通り二喜と付き合っているが、文化祭で留夏から交際を申し込まれ、休憩室で結ばれる。平気で二股をかける等、結構女性に不実である。
『School Days』で名前のみの登場。
なお、ごとうじゅんじは石丸のことを、『Cross Days』の発売直前までサッカー部部員と思い込んでいた。
遠山（とおやま）
声 - 木島宇太
姓の由来 - 遠山氏。
松平（まつだいら）
声 - ZEN
姓の由来 - 松平氏。
誠の幼馴染である榊野学園の1年生2人組。名前は不明。2人とも強面である他、遠山は逆立った髪型と吊り目が、松平は中年男性並みに大人びた顔立ちと田中に次ぐ長身がそれぞれ特徴。入学式の日に2人で刹那をいじめていたところを、誠に制止されている。ルートによっては2人とも泰介に唆され、勇気を凌辱する。
2人とも設定は『School Days』の時点で存在していたが、本編へは『Cross Days』で初登場となった。
山県 愛（やまがた あい）
声 - 桜川未央
『Summer Days』に登場。
中学時代にロングのウェーブヘアだったことやその当時における誠との間柄、乙女の悪意によって彼が身を引いてしまったことや父親が榊野学園の教師であることが、それぞれ明かされている。
ルートによっては学園祭で誠を誘惑して肉体関係を持つが、作中にセックス描写は無い。また、誠への想いはそのままに勇気と肉体関係を持ち、彼の子を身籠るルートも存在する。さらに、言葉に殺害されるルートも存在する。

### その他
澤永 泰介（さわなが たいすけ）
声 - 日向日陰
『School Days』『PureMail -ピュアメール-』『その後のピュアメール』『MISS EACH OTHER』に登場。
本作ではルートによっては、誠と言葉の関係に嫉妬した乙女に唆されて言葉を強姦したり、女装した勇気（ゆう）を脅迫してフェラチオや男娼を強要するなどの一面を見せるが、ゆうに激しい執着心を抱く誠を心配する一面も見せる。
伊藤 止（いとう いたる）
声 - 南波華月
『School Days』『Summer Days』に登場。
本作では勇気が誠のマンションへ向かっていた際に、誠と間違われて偶然会うことになる。また、別のルートでは、勇気に鉄拳制裁される誠を身を挺して守る場面が描かれている。
西園寺 踊子（さいおんじ ようこ）
『Summer Days』に登場。
本作では顔見せ程度の登場。エンディングクレジットにも、「世界の母」としか記載されていない。
桂 心（かつら こころ）
声 - 神月あおい
『School Days』『Summer Days』に登場。
本作ではルートによっては、恭一の紹介で勇気と交際することになる。また、『Cross Days ビジュアル・ファンブック』には勇気との交際の後日談とうかがえる、ごとうじゅんじの描き下ろし漫画が掲載されている。
桂 真奈美（かつら まなみ）
『School Days』『Summer Days』に登場。
本作では顔見せ程度の登場。名前は明かされず、エンディングクレジットには「言葉の母」と表記されている。
言葉の父（ことのはのちち）
声 - ZEN
「スイーツおおはら」に関わっており、甘党でないことが明かされている。また、美沙子に着目し、美沙子や援交で付き合いのある大隈二喜からは「ともさん」とニックネームで呼ばれている。ルートによっては美沙子に振られる姿や、勇気の姉の知恵から思いを寄せられる姿が描かれている。知恵とは武道の道場で知り合った模様。言葉が「スイーツおおはら」の会計を手伝い、光と懇意になるルートでは車で娘を迎えに行き、言葉に友達ができたことを喜ぶ。
加藤 可憐（かとう かれん）
声 - GUNTA
『Summer Days』に登場。
本作では誠と愛の復縁を懸念した乙女に愛の監視を命じられているが、自身も誠を狙う機会を窺っている。また、誠の妹の止とも仲が良く、実の姉のように懐かれている。
路夏の母（ろかのはは）
後姿と声のみの登場ながら、乙女の父親と不倫関係にあったことが明かされており、それが原因で自身の娘の路夏と乙女が非常に険悪な間柄となっている。
遠野 美沙子（とおの みさこ）
声 - 茉莉奈
『LOST M』のヒロイン。
本作では「おおはら」の新店舗「スイーツおおはら」で、店長を務めている女性。言葉の父には、何かと着目されている。
「おおはら」で働いていたところを「スイーツおおはら」の店長へ抜擢されたという設定になっている。また、ウェーブヘアや赤いヘアバンドといった『LOST M』での特徴はそのままに、ごとうじゅんじによってキャラクターデザインが再設定された。
本編では脱衣シーンこそ存在しないものの、流通テレカではほぼ全裸の踊子を真奈美と共に弄ぶ、妖艶な下着姿の美沙子が描かれている。
大隈 二喜（おおくま にき）
声 - 倉田まりや
姓の由来 - 大隈重信。
世界と刹那の幼馴染。世界とは顔も肢体も似通っており、喧嘩してもすぐ仲直りするほど仲が良い。また、葉音やいのり、路夏とも面識があり、結果として瞬の娘達の共通の知人となっている。
「綿女」（わたじょ）と呼ばれる女子校へ通っており、同じクラスの葉音とは仲が良い。貞操観念が希薄であり、援助交際にも抵抗を持っていない。ルートによっては勇気を誘惑してセックスを目論むものの、逃げられてしまったことから、彼には強い興味を示している。そういった性格から、刹那には嫌われている。クソゲーマニアでもあり、知人の恭一とはゲームが縁で知り合った。恭一から同級生で同じ部活の友人、石丸を紹介されて付き合っている。
ほか、言葉の父とは援助交際を通じての知り合いらしく「ともさん」と呼び、ルートによっては文化祭で遭遇した彼と腕を組んで2人で榊野学園を出て夕方の街に消える。
勇気との再会を目論んで、恭一が目当ての葉音と一緒に榊野学園の学祭に遊びに行くが、勇気が路夏を本気で思っているのを知ると身を引き、葉音と一緒に諦めずに仲直りするよう後押ししする等、察しが良く素直な一面が描かれる。
インストールやアクティベーションの説明ムービーでは、進行役を務めている。
二条 葉音（にじょう はのん）
声 - 雪村とあ
姓の由来 - 二条家。
二条姉妹の長女。一葉と二葉の姉で、二喜の友人。母の二条若葉（にじょう わかば）や妹達と容姿が似ている。
誠・愛・乙女・路夏とは中学時代の同級生だが、誠からは苦手に思われている。
二喜と同様に希薄な貞操観念を持っており、男性関係の激しさは他校へ進学した中学時代の同級生達の間でも有名である上、援助交際に手を染めているとも噂されている。恭一の浮気相手の1人でもあり、恭一を「恭くん」と親しげに呼ぶ。一応自分の貞操観念の希薄さは良くないという意識はあり、特定の異性と恋愛し「真人間」になろうとは考えている。
誰かは特定していないが、恭一に本命の相手がいることは承知しており、割り切った関係に甘んじながら好意を抱いている。そのためか恭一の女性の好みや人柄を非常によく見て把握しており、学祭で対面した七海と恭一が付き合っていることを知ると、七海が明らかに恭一の好みと似ても似つかないタイプであったため、七海が本命の彼女ではないことを即座に見抜く。
その一方、七海が恭一を盲愛し「本命の彼女」を自称している様子を見ると2人の認識違いを察し、「全然恭くんの好みじゃない」と目の前の七海に告げて笑い、怒りを買う。
二喜と一緒に恭一と会うのを目当てに榊野学園の学祭を訪れる。当初は二喜と勇気の仲を応援していたが、懸命に路夏と仲直りしようとする勇気の様子を見て身を引いた二喜と一緒に落ち込む彼を励まし、路夏との仲直りを後押しする等、優しい一面もある。
乙女とはあまり仲が良くないが、本人いわく可憐とは仲が良く、彼女の妹達も可憐に非常に懐いている。
本編では直接明かされておらず自らも知らないが、誠とは叔父と姪の血縁関係にある。また、瞬の娘達で唯一、自分の姉妹達と面識を持つ人物でもある。
甘露寺 八江（かんろじ やえ）
声 - 御苑生メイ
姓の由来 - 甘露寺家。
七海の妹。自宅は湾岸線・原巳浜駅付近。家庭教師だった恭一へ想いを寄せている。姉には恭一への思いが知られている。ルートによっては榊野学園を訪れ、図書室で恭一と肉体関係になり、恭一に会いに来たことを知った姉と修羅場になる。
胤美（つぐみ）
声 - 不明
恭一のアルバイトにおける教え子の1人。姓は不明。学園祭前日に榊野学園を訪れる。恭一とは卯月や八江と同じく、影で肉体関係を持っている。
黎（れな）
声 - 不明
恭一のアルバイトにおける教え子の1人。姓は不明。学園祭前日に榊野学園を訪れる。恭一とは卯月や八江と同じく、影で肉体関係を持っている。
澤永の母（さわながのはは）
設定上のみの存在で名前、容姿は不明。奈川浅葱の級友で、彼女と共に歩を調教した際に美紀を、後には泰介も身籠る。
『PureMail』では碧から圭へのチャット会話によると、碧の父・奈川重蔵が重役を務める製薬会社で研究所の研究員として勤務しているらしく、奈川家と澤永家は家族ぐるみで長く付き合っている模様。
本作では夫の存在が語られているが、泰介の台詞によれば夫はリストラされてしまい、社会人になった娘の美紀は、遠距離恋愛中の圭とのデートに給料を注ぎ込んで家に金を入れないため、家庭の経済状況が芳しくない模様。泰介の台詞から澤永姉弟は母の夫が実父ではないことを知らないようである。
二条 三葉（にじょう みつば）、二条 四葉（にじょう よつば）
上記の2人とも若葉の娘。本作の台詞中のみに登場するが、父親は不明。
柴 瑤二（しば ようじ）
本作では、進学後もみさおとの交際を順調に続けていることが示唆されている。

## 開発
開発は2007年に放送されたTVアニメ版『School Days』の終了後に開始され、メイザーズぬまきちとごとうじゅんじの話し合いの結果、本作は『School Days』の並行世界を舞台にしてファンディスクではない完全新作となったが、先行してOVA『School Days OVAスペシャル 〜マジカルハート☆こころちゃん〜』の制作もあったため、開発期間は長くなった。
『School Days』と『Summer Days』の中間ぐらいの鬱バランスで開発された本作は、光や乙女にも焦点が当てられているほか、七海が花山院恭一や知恵を経由して勇気と絡み、情報を客観的に伝える役割を担当する。七海にもっと焦点を当てたかったメイザーズぬまきちにごとうじゅんじも応えてやる気を出した結果、『七海デイズ』と称する作品を作れそうなぐらいイベントが多くなったが、結局は少し削ることになったという。

## バグ
PC初回限定版の発売当初、オーバーフローのメイザーズぬまきちはバグに対し、「バグはないのでパッチは出しません」「そんなに難しくないのでがんばれば全ENDいけます」「開発スタッフの高性能PCではフリーズしません」と『ニコニコ生放送』で回答していたが、2010年3月24日には公式サイトの開発日記でバグの存在を認め、同年3月25日には同日記で差し替えDLLを公開した。それ以降、修正パッチは公式サイトから直接ダウンロードできるようになっている。

## 主題歌
オープニングテーマ「ファースト・ノート」
作詞 - KIRIKO / 作曲・編曲 - HIKO / 歌 - KIRIKO
挿入歌「Eternal Flow」
作詞 - Ceui / 作曲 - 小高光太郎・Ceui / 歌 - Ceui
エンディングテーマ「ひとつ星」
作詞・作曲 - yozuca* / 編曲 - 宮井英俊 / 歌 - yozuca*
「be there」
作詞 - iyuna / 作曲 - iyuna  / 歌 - Rita
「timeless melody」
作詞 - iyuna / 作曲 - iyuna / 歌 - 茶太
「砂時計」
作詞 - Riryka / 作曲 - Riryka / 歌 - Riryka

## スタッフ
- 企画・脚本・製作総指揮 - メイザーズぬまきち
- キャラクターデザイン・総作画監督 - ごとうじゅんじ

## DVD-PG版
2011年4月28日にアイチェリーより発売された。DVD3枚組。パッケージ画はPC通常版と同じ。

## UMD-PG版
2011年7月29日にPalaceより発売された。UMD4枚組。パッケージ画はPC初回限定版と同じ。

## インターネットラジオ
『Radio Cross Days』のタイトルで、2009年1月8日より2010年3月25日までランティスウェブラジオと音泉にて配信された。全64回。パーソナリティは喜連川路夏役のみなづき蓮、桂言葉役の遠野そよぎ、西園寺世界役の柚木かなめ。
主な番組内のコーナーは、ゲームに関する質問や、日常の出来事、ラジオの感想などリスナーからのお便り紹介をする「ふつおた」、ちょっとしたすれ違いや勘違いが原因の恋のお悩みについての相談する「違い相談クラブ」、「こんな出来事あったら照れちゃう!!」というシチュエーションに対し、パーソナリティの3人が、そのシチュエーションに対しての照れ隠し台詞をアドリブで考える「てれてれ乙女」の3つ。
放送は『Cross Days』のPC版発売までを予定しており、当初全8回予定であったが、宣伝対象であるPC版の度重なる発売延期によって放送期間は1年以上に及んだ。最後の延期直前には最終回がいったん予告され、コーナーも終了していたが、更に発売日が延期されたことで放送も更に延長となった。
- 配信期間：ランティス：2009年1月8日 - 2010年3月25日
- 配信サイト：ランティスウェブラジオ、音泉
- 配信曜日：毎週木曜日
- ファイル種類：Windows Media Audio（asx）・RealAudio（.smi）

ゲスト
- #23,24（2009年6月11日・6月18日）藤村美緒（甘露寺七海役）

## 関連商品

### ムック
Cross Days ビジュアル・ファンブック
発売元 - キネマ旬報社 / ISBN 9784873763385
ゲーム本編の紹介や攻略、版権イラストなどを記載したムック本。
Cross Days まるごと 桂言葉グラフィティー
発売元 - ジャイブ / ISBN 9784861767739
『School Days』『Summer Days』『Cross Days』で描かれた、言葉の版権画や設定などを収録したムック本。

### CD
- Cross Days Original Sound Track
- Radio"Cross Days" CD Vol.1 〜クロス・乙女・デイズ〜
- Radio"Cross Days" CD Vol.2 〜クロス・妄想・デイズ〜

## 関連作品

### 小説
Cross Days
著 - 関町台風
BugBug2009年5月号にPC版のフルカラー特集記事と併せ、読み切りで掲載された。勇気の性的暴走を描いた外伝であり、ごとうじゅんじの原画によるフルカラー挿絵が付けられている。
Cross Days
著 - 水碕睦月 / 発売元 - ハーヴェストノベルズ / ISBN 9784434148491
2010年9月15日発売。勇気の視点と路夏の視点から描かれており、序盤は原作に沿っているが、中盤からは独自の展開となる。
Cross Days 〜重ねる嘘、重なる想い〜
著 - 秋月ひろ / 発売元 - スーパーダッシュ文庫 / ISBN 9784086305778
2010年10月22日発売。原作で勇気と言葉が交際していると誤解されるルートに一部アレンジを加え、路夏と言葉の視点から描かれている。
Cross Days 喜連川路夏の恋のルール
著 - 神楽陽子 / 発売元 - 二次元ゲーム文庫 / ISBN 9784860329785
2010年10月29日発売。誠が学園祭でゆうと出会い、勇気と路夏が結ばれた後の後日談が描かれている。

### 漫画
角川書店『月刊コンプエース』2010年6月号から2011年7月号まで連載された。作画は酒月ほまれが担当。勇気と路夏の出会い方から原作とは異なり、独自の展開となっている。
単行本はカドカワコミックス・エースより発売。
- 第1巻 - 2010年11月26日発売 ISBN 9784047155695
- 第2巻 - 2011年6月25日発売 ISBN 9784047157033